# Шилдт, Герберт
Герберт Шилдт (англ. Herbert Schildt) — известный американский программист, автор книг о языках программирования Java, C, C#, C++.

## Биография
Получил образование и степени бакалавра и магистра в Иллинойском университете в Урбана-Шампейн. Был членом комитета ANSI, который принимал стандарты С в 1989 году и комитета ISO, принимавшего стандарты C++ в 1998.
Его первые книги были опубликованы в 1985—1986 годах (на обложке книги Advanced Modula-2 1987 года было написано, что это его шестая книга). Все его книги были напечатаны издательством Osborne, которое позже было приобретено компанией McGraw-Hill. Общий тираж его книг, переведённых на большинство языков, составляет более 3 миллионов экземпляров.

## Little C
Одним из наиболее длительных проектов Шилдта был интерпретатор Little C, который является примером рекурсивного нисходящего парсера. Эта программа была впервые напечатана в журнале Dr. Dobb's Journal в августе 1989 года под названием «Построение Вашего собственного интерпретатора С» (Building your own C interpreter). Этот пример был включен в книгу Born to Code In C (Osborne, 1989), а также в более позднее издание книги C: The Complete Reference.
Код этого интерпретатора можно найти в сети Интернет, включая архивы старых дисков Dr. Dobb’s Journal, а также на сайте McGraw-Hill.
Интересным моментом книги The Art of C++ является интерпретатор языка Mini-C++ (язык Mini-C++ даже не поддерживает ключевое слово «class», также минимальная и искусственная роль была отведена cin и cout). Код Mini-C++ можно найти в сети Интернет, а книга больше не издаётся.
Также был напечатан интерпретатор BASIC, называвшийся Small BASIC, написанный на С в первом издании книги Turbo C: The Complete Reference, и на языке Java в книге The Art of Java .

### На английском языке
- Modula-2 Made Easy (ISBN 0-07-881241-0, Osborne, 1986)
- Advanced Turbo Pascal (ISBN 0-07-881283-6, Osborne, 1987)
- Advanced Modula-2 (ISBN 0-07-881245-3, Osborne, 1987)
- Advanced Turbo Prolog 1.1 (ISBN 0-07-881285-2, Osborne, 1987)
- Advanced Turbo C, foreword by Phillipe Kahn (ISBN 0-07-8814790, Osborne, 1987)
- Artificial Intelligence in C (ISBN 0-07-881255-0, Osborne, 1987)
- C: The Complete Reference (ISBN 0-07-881313-1 Osborne, 1987)
- Advanced C (ISBN 0-07-881348-4, Osborne, 1988)
- Turbo C: The Complete Reference (ISBN 0-07-881346-8, Osborne, 1988)
- Advanced Turbo C (ISBN 0-07-881479-0, Osborne, 1989)
- Born to Code In C (ISBN 0-07-881468-5, Osborne, 1989)
- The Annotated ANSI C Standard (ISBN 0-07-881952-0, Osborne, 1990)
- Teach Yourself DOS (ISBN 0-07-881630-0, Osborne, 1990)
- Teach Yourself C (ISBN 0-07-881596-7, Osborne, 1990)
- C++: The Complete Reference (ISBN 0-07-8816548, Osborne, 1991)
- Teach Yourself C++ (ISBN 0-07-881760-9, Osborne, 1992)
- Java: The Complete Reference, with Patrick Naughton (ISBN 0-07-882231-9, Osborne, 1996)
- Java 2 Programmer’s Reference, with Joe O’Neil (ISBN 0-07-212354-0, Osborne/McGraw Hill, 2000)
- C#: A Beginner’s Guide (ISBN 0-07-213329-5, Osborne/McGraw Hill, 2001)
- Borland C++ Builder: The Complete Reference, with Gregory L. Guntle (ISBN 0-07-212778-3, Osborne/McGraw Hill, 2001)
- C#: The Complete Reference (ISBN 0-07-213485-2, Osborne/McGraw Hill, 2002)
- C++: A Beginner’s Guide (ISBN 0-07-219467-7, Osborne/McGraw Hill, 2002)
- Java: A Beginner’s Guide (ISBN 0-07-222588-2, Osborne/McGraw Hill, 2002)
- The Art of C++ (ISBN 0-07-225512-9, Osborne/McGraw Hill, 2004)
- Herb Schildt’s Java Programming Cookbook (ISBN 0-07-226315-6, Osborne/McGraw Hill, 2007)
- Herb Schildt’s C++ Programming Cookbook (ISBN 0-07-148860-X, Osborne/McGraw Hill, 2008)

### На русском языке
- Герберт Шилдт. Java 8. Полное руководство, 9-е издание = Java 8. The Complete Reference, 9th Edition. — М.: «Вильямс», 2015. — 1376 с. — ISBN 978-5-8459-1918-2.
- Java: руководство для начинающих, 5-е издание = Java: A Beginner's Guide, 5th edition. — М.: «Вильямс», 2012. — 624 с. — ISBN 978-5-8459-1770-6.
- Библиотека Swing для Java: руководство для начинающих = Swing: A Begginers's Guide. — М.: «Вильямс», 2007. — 704 с. — ISBN 978-5-8459-1162-9.
- Java: методики программирования Шилдта = Schildt's Java Programming Cookbook. — М.: «Вильямс», 2008. — 512 с. — ISBN 978-5-8459-1395-1.
- Справочник программиста по C/C++, 3-е издание = C/C++ Programmer's Reference Third Edition. — М.: «Вильямс», 2006. — 432 с. — ISBN 978-5-8459-1622-8.
- C++: методики программирования Шилдта = Herb Schildt's C++ Programming Cookbook. — М.: «Вильямс», 2008. — 480 с. — ISBN 978-5-8459-1494-1.
- C++: базовый курс, 3-е издание = C++ from the Ground Up Third Edition. — М.: «Вильямс», 2012. — 624 с. — ISBN 978-5-8459-0768-4.
- Полный справочник по C++, 4-е издание = C++: The Complete Reference, 4th Edition. — М.: «Вильямс», 2011. — 800 с. — ISBN 978-5-8459-0489-8.
- C# 4.0: полное руководство = C# 4.0 The Complete Reference. — М.: «Вильямс», 2011. — 1056 с. — ISBN 978-5-8459-1684-6.
- C: полное руководство, классическое издание = C: The Complete Reference, 4th Edition. — М.: «Вильямс», 2011. — 704 с. — ISBN 978-5-8459-1709-6.
- Программирование на BORLAND C++ для профессионалов = Borland C++ Builder: The Complete Reference. — Минск: «Попурри», 1998. — 800 с. — ISBN 985-438-152-8.

## Интересные факты
В дополнении к его научной и писательской деятельности Шилдт является клавишником группы Starcastle, работающей в жанре прогрессивный рок.